# Laftrache
El laftrache (en mapudungun "gente pequeña"), también conocido como caftranche, es una clase de ser mítico presente en la mitología mapuche.

## Descripción
Los Laftraches, serían seres de las creencias Mapuche que equivaldrían a los gnomos u hombres enanos de la tradición europea; por lo cual los Laftraches tomarían el papel de estos pequeños seres en la tradición rural de Chile y parte de Argentina, aunque fuera de la  mapuche serían más conocidos solo por los nombres genéricos de origen europeos, de duende o enanos. 
Producto de su pequeño tamaño, los Laftraches algunas veces también suelen ser confundidos con otra criatura de la mitología Mapuche conocidos como Anchimallén; aunque estos presentarían un origen y otras características diferentes.

## Leyenda
Los mapuches cuentan en sus leyendas que los Laftraches provendrían originalmente del Minchenmapu (Lugar de espíritus del desequilibrio). 
La llegada de los wekufes al Mapu (tierra) se habría producido por culpa de la antigua batalla que tuvieron los espíritus Pillanes, la cual provocó que el admapu (tierra de los espíritus) se haya debilitado, y que se haya revuelto también el Minchenmapu; con lo cual pudieron escapar los pequeños Laftraches y los wekufes, que hasta entonces habían estado confinados en el minchenmapu. Siendo este el motivo por el cual desde entonces ellos también pueden recorrer el Mapu, habitando actualmente en la región subterránea conocida como laftrache mapu (tierra de la gente pequeña).
Así se cuenta que ellos desde que sucedió aquel escape, suelen ir a los campos y bosques, siendo los  bosques de Lengas, Ñires y Coihues, el escondite ideal para estos pequeños seres; cuya presencia se dice que se puede descubrir al observar pequeños excrementos que se atribuyen a los míticos Laftraches.